# Zinho
Crizam César de Oliveira Filho známý jako Zinho (* 17. červen 1967, Nova Iguaçu) je bývalý brazilský fotbalista. Nastupoval povětšinou na postu záložníka.
V brazilské reprezentaci působil v letech 1989-1997 a odehrál 55 utkání, v nichž dal 7 gólů. Stal se s ní mistrem světa roku 1994.
S Palmeiras vyhrál Pohár osvoboditelů 1999.
Brazilskou ligu vyhrál čtyřikrát, dvakrát s Palmeiras (1993, 1994), jednou s Flamengem (1992) a jednou s Cruzeirem (2003).